# Natalia Tomczyk
Natalia Tomczyk (urodzona 17 grudnia 1990 w Poznaniu) – polska modelka, fotomodelka, II vice Miss Polonia 2010 i I vice Miss World Poland 2015. Gwiazda polskiej edycji okładki magazynu Playboy w maju 2016. Absolwentka filologii angielskiej oraz dziennikarstwa i komunikacji społecznej. Brała udział w wielu reklamach telewizyjnych, sesjach do magazynów, katalogów mody w Polsce i za granicą. Twarz wielu marek m.in. takich jak Mohito, S’portofino, Semilac, Marilyn i inne. Reklamy TV dla Wakacje.pl, Lombi.com, Hotele Nadmorskie, Farmona Radical, Urosept.